# Sideralistická astrologie
Sideralistická astrologie, někdy též Sideralistická škola, je výrazně menšinový směr v západní astrologické tradici, který v 20. století prosazoval užívání siderického ekválního zvěrokruhu v astrologické praxi namísto dosud tradičně užívaného zvěrokruhu tropického.

## Astrologická teorie
Své argumenty o nutnosti revoluční změny v bezmála dvoutisícileté zažité praxi opírali zejména o praxi indické astrologie, která je na siderickém zvěrokruhu založena, a na historických výzkumech zakladatelů sideralistické školy, irského astrologa žijícího ve Spojených státech Cyrila Fagana a Gartha Allena (vl. jm. Donalda A. Bradleyho), kteří prokázali, že v období před sepsáním klasických astrologických děl Helénské astrologie, na která se tradiční astrologové na Západě dodnes odvolávají, byl v astrologii používán takřka výhradně siderický zvěrokruh. V době sepsání těchto často citovaných děl (např. Tetrabiblos Klaudia Ptolemaia) ve 2. století pak podle jejich výpočtů byly siderický a tropický zvěrokruh odlišné pouze o přibližně 1°, totožné měly být v roce 221 po Kr.
Sideralističtí astrologové vydali řadu publikací a odborných astrologických článků s řadou argumentů na podporu své teze o nutnosti zásadně zreformovat západní astrologickou tradici, nicméně zůstali vždy ve výrazné menšině. Dominantní skupinu astrologů používajících tropický zvěrokruh experimenty se siderickým ekválním zvěrokruhem a jejich výsledky nepřesvědčily. Západní astrologové konzervativně zůstali u empiricky mnoha generacemi astrologů osvědčeného zodiaku tropického. Používání siderického ekválního zvěrokruhu je ovšem schopna vypočítat naprostá většina v současnosti používaného astrologického software v západních i indických variantách posunu.
Sideralističtí astrologové také takřka bezvýhradně k sestavování svých siderických horoskopů používali Campanův systém astrologických domů.

## Siderický zvěrokruh

### Siderický ekvální zvěrokruh
Siderický ekvální zvěrokruh sestává z dvanácti stejně dlouhých (30°) úseků („hvězdných znamení“). Na rozdíl od zodiaku tropického, který začíná jarním bodem na 0° znamení Berana, je vztažen k některé z „fiduciálních“ hvězd (hvězd na ekliptice). Počátek siderického (hvězdného) zvěrokruhu je tak ukotven s pozicemi souhvězdí na obloze a díky precesi jarního bodu dochází k jeho posunu oproti tropickému zodiaku o zhruba 1° za 72 let. Podle výpočtu západních sideralistů opírajících se o fiduciální hvězdu Aldebaran (alfa Býka, „Býčí oko“), kterou dle jimi objevené babylónské a egyptské tradice umístili na 15° znamení Býka (tj. do jeho matematického středu), měly tropický a siderický ekvální zodiak být totožné v roce 221 po Kr. Výpočty indických astrologů, vycházejících z postavení jejich tradiční fiduciální hvězdy Spica (alfa Panny, „Čistá“), ale stanovují i jiná data: r. 293 (N. C. Lahiri) nebo dokonce 397 (Raman).

### Synetický jarní bod
Pro výpočet aktuálního vzájemného posunu tropického a siderického ekválního zvěrokruhu se používá výpočet tzv. synetického jarního bodu, někdy též uváděného anglickou zkratkou SVP (Synetic Veral Point). Jeho číselná hodnota v stupních je uváděna v astrologických tabulkách (efemeridy). V roce 221 tak byl SVP na 0° Berana, zatímco 1. ledna 2007 byl podle západních sideralistů SVP na 5°9'40" znamení Ryb. Délkový rozdíl mezi výchozími body obou zvířetníků tak lze získat odečtením hodnoty SVP od 30° (zatím je SVP v sousedním znamení od počátku tropického Berana). Tento posun, i v západní literatuře obvykle nazývaný sanskrtským termínem ajanámša, tak byl na počátku roku 2007 24°50'20" a každých deset let se zvětšuje konstantně o 8'22".

### Siderický inekvální zvěrokruh
Přestože siderický ekvální zvěrokruh díky svému ukotvení některou fiduciální hvězdou prakticky kopíruje pomalý pohyb souhvězdí ekliptikou, nelze ani při jeho používání hovořit o postavení planet v souhvězdí, ale (obdobně jako u tropického zodiaku) o postavení planet ve znamení. Skutečná zvířetníková souhvězdí na obloze totiž pokrývají různě dlouhé úseky ekliptiky, zatímco oba tyto zodiaky přiřazují každému znamení stejně dlouhý úsek 30°. Problém s nestejnou ekliptikální délkou zvířetníkových souhvězdí řeší tzv. „siderický inekvální zodiak“, který popsal již Klaudios Ptolemaios pro astronomické účely. V současné době siderický inekvální zodiak v astrologii používá pravděpodobně pouze malá astrologická škola v Dornachu založená na bázi filosofického systému antroposofie, který na počátku 20. století vytvořil filosof a esoterik Rudolf Steiner. I této škole však inekvální siderický zvěrokruh slouží spíše k astrochronologickým účelům, než k běžné praktické horoskopii.

## Sideralističtí astrologové
- Cyril Fagan
- Garth Allen (vl. jm. Donald A. Bradley)
- James Hynes
- Rupert Gleadow
- R. C. Firebrace